# Palazzo dell'Azione Cattolica

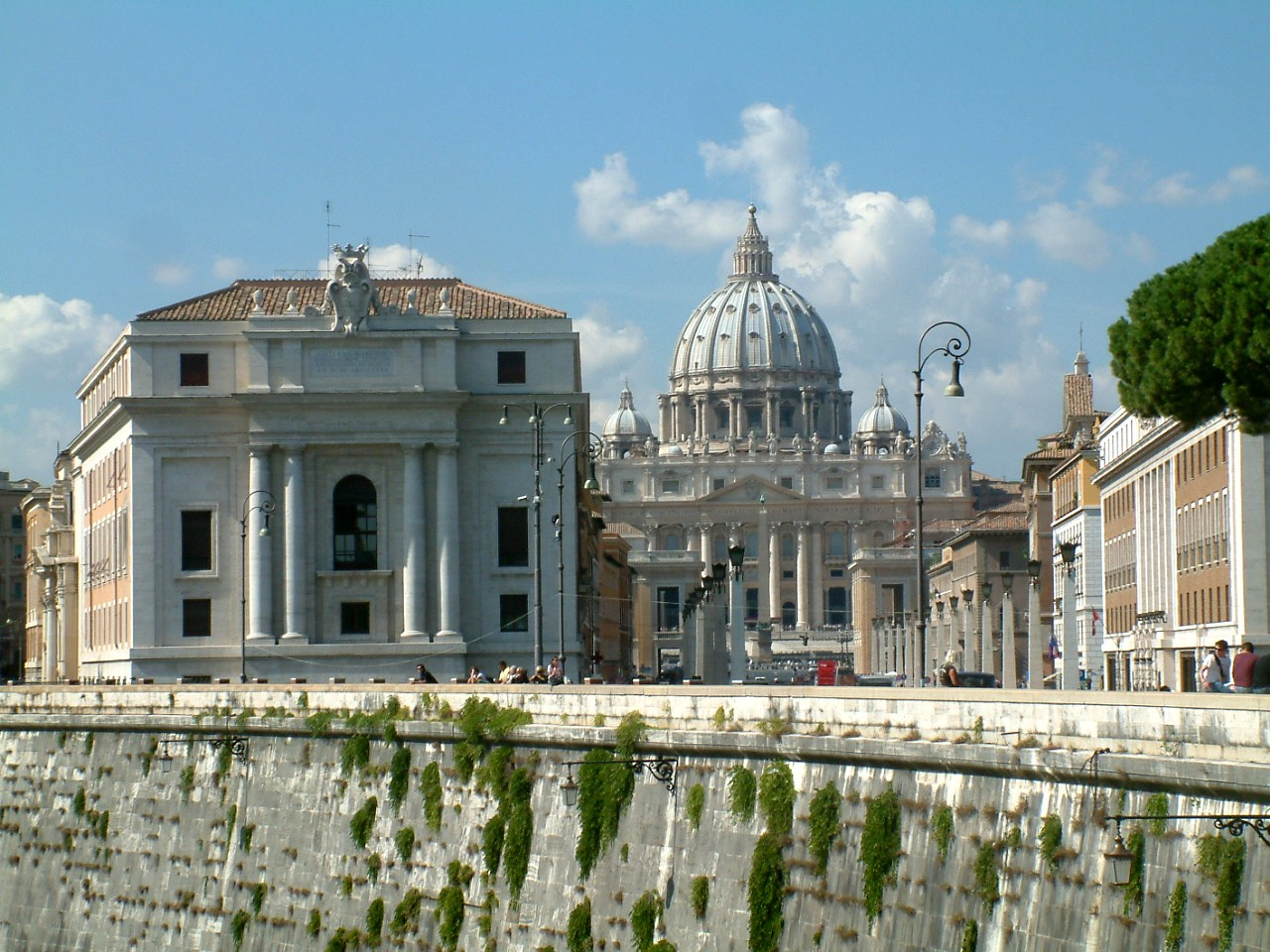
Vista frontale del Palazzo, di Piazza Pia e di Via della Conciliazione

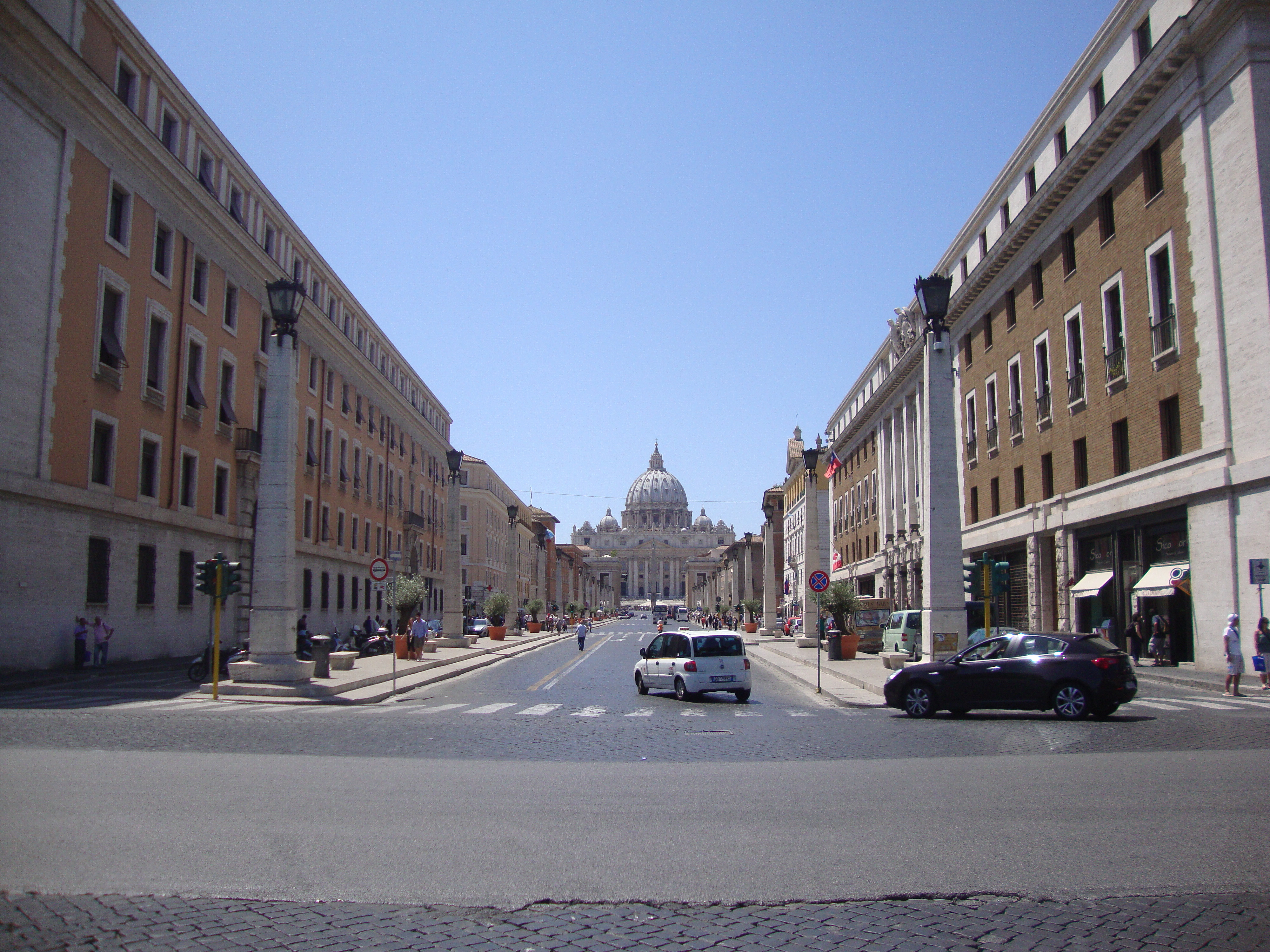
Inizio di Via della Conciliazione con a destra il Palazzo dell'Azione Cattolica e il Palazzo San Pio X a destra.

Il Palazzo dell'Azione Cattolica è un palazzo modernista situato al numero 1 di  Via della Conciliazione, in rione Borgo di Roma, proprio di fronte a Palazzo San Pio X. I due edifici fiancheggiano l'inizio del viale che collega Ponte Sant'Angelo a Piazza San Pietro, in Città del Vaticano .
Il palazzo fu costruito alla fine degli anni Quaranta e ospita dal 1948 la sede di Azione Cattolica, la più grande e antica associazione laica cattolica del mondo . Condivide un isolato con la Chiesa di Santa Maria Annunziata in Borgo e confina con Via San Pio X, il Lungotevere Vaticano e Piazza Pia.